# Hardee's
Hardee's Food Systems Inc. és una cadena de restaurants de menjar ràpid operada per CKE Restaurants Holdings, Inc. ("CKE"), amb establiments situats principalment al sud i a l'Oest Mitjà dels Estats Units. La companyia ha passat per diversos propietaris des de la seva fundació el 1960 a Carolina del Nord.
L'abril de 1997, CKE Restaurants Holdings, Inc., la companyia mare de Carl's Jr., va pagar 327 milions de dòlars a Imasco Limited per Hardee's. La fusió va crear una cadena de 3.828 restaurants – 3,152 Hardee's en 40 estats i 10 països estrangers, i 676 Carl's Jr., principalment a Califòrnia.